# Pychowice
Pychowice – obszar Krakowa wchodzący w skład Dzielnicy VIII Dębniki. Położony u ujścia Potoku Pychowickiego do Wisły, która stanowi jego północną granicę. Od wschodu sąsiaduje z Jednostką Wojskową NIL, Skałkami Twardowskiego i dawnym kamieniołomem Zakrzówek, od południa – z kampusem Uniwersytetu Jagiellońskiego i osiedlem Ruczaj oraz z łąkami wchodzącymi w skład obszaru Natura 2000 Dębnicko-Tyniecki obszar łąkowy, natomiast od zachodu – z uroczyskiem Góra Pychowicka.
Pychowice leżą na trasie Małopolskiej Drogi św. Jakuba.

## Historia
Pierwsza wzmianka o wsi Pychowice pojawiła się w 1254 roku w opisie wsi Dębniki. W 1490 roku wieś miała powierzchnię 6 łanów kmiecych. W 1581 wieś liczyła 4 łany kmiecie, 6 zagród z rolą, 6 komorników bez bydła oraz 4 komorników z bydłem. W tym okresie należała do dóbr prestymonialnych kapituły katedralnej krakowskiej w powiecie szczyrzyckim województwa krakowskiego.
W 1941 roku, na mocy decyzji niemieckich władz okupacyjnych o rozszerzeniu granic miasta Krakowa, Pychowice stały się jego częścią. Po wojnie decyzję utrzymano w mocy.
Na terenie tej dawnej podmiejskiej wsi znajduje się kilka nieczynnych tuneli zwanych kawernami (Kawerna w Pychowicach Pierwsza, Kawerna w Pychowicach Druga i Kawerna w Pychowicach Trzecia), będących pozostałością po fortyfikacjach twierdzy Kraków.

## Zabytki

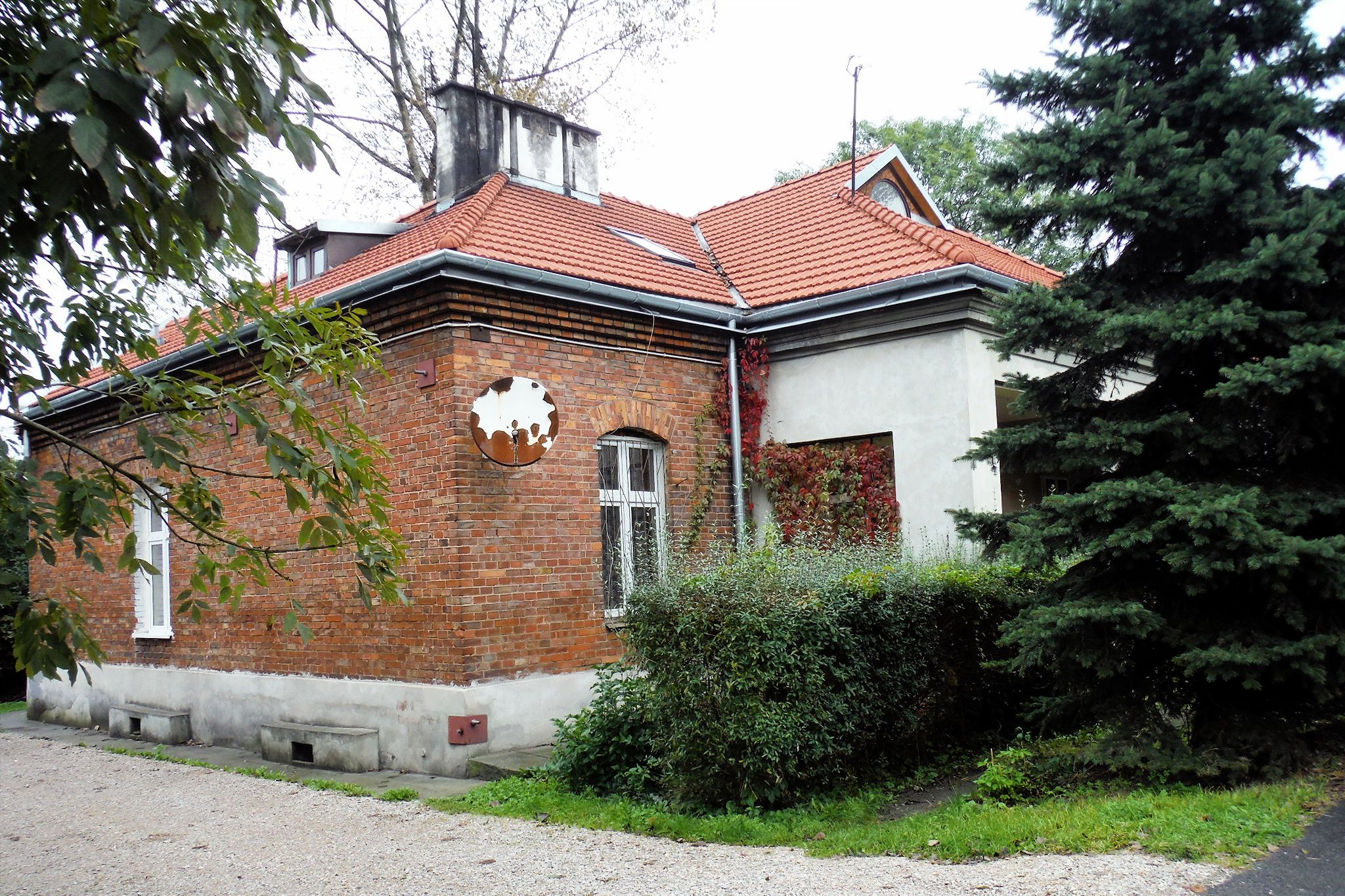
Zabytkowa rogatka miejska Na Dębnikach przy ul. Tynieckiej 46

Na obszarze Pychowic znajdują się następujące obiekty wpisane:
- do rejestru zabytków:
  - zespół dworsko-parkowy w Pychowicach(inne języki) z przełomu XIX i XX wieku przy ul. Tynieckiej 106: dwór, budynek gospodarczy, słupki bramne, relikty muru obwodowego, park krajobrazowy (nr A-702)[5][6],
  - rogatka miejska Na Dębnikach(inne języki) z 1919 roku przy ul. Tynieckiej 46 (nr A-1323/M)[7][6],
- do gminnej ewidencji zabytków:[6]
  - dom jednorodzinny w ogrodzie z 4 ćw. XIX w. przy ul. Tynieckiej 74a,
  - dom jednorodzinny w ogrodzie z lat 20./30. XX w. przy ul. Tynieckiej 90,
  - willa w ogrodzie z lat 1918-1922 przy ul. Widłakowej 9,
  - pompownia wody przemysłowej do Krakowskich Zakładów Sodowych i Krakowskich Zakładów Armatur z 1921 roku przy ul. Tynieckiej 48,
  - kaplica cmentarna na cmentarzu komunalnym w Pychowicach z 1927 roku przy ul. Sodowej,
  - szkoła podstawowa nr 62 z 1934 roku przy ul. Ćwikłowej 1.

## Infrastruktura
- Kościół Najświętszego Serca Pana Jezusa
- byłe Dowództwo Wojsk Specjalnych
- Jednostka Wojskowa 4724
- Szkoła Podstawowa nr 62 im. kmdr. por. F. Dąbrowskiego
- klub piłkarski Pychowianka
- klub piłkarski Pychoteam
- Cmentarz Pychowice